# Порто-франко в Батуме
Порто-фра́нко в Батуме (1878—1886) — «свободный порт», созданный в соответствии с решениями Берлинского конгресса на территории, подконтрольной России. Конечный пункт железной дороги Баку — Батум. Развивался как центр экспорта керосина и нефтепереработки в российском Причерноморье.
Площадь порто-франко на 1884 год составляла чуть более 324 десятин.

## История
Вероятно, российское правительство задумывалось о присоединении Батума ещё ко времени принятия Грузии в русское подданство. Многие источники отмечают важное стратегическое значение города: последний находился в непосредственной близости от русско-турецкой границы и обладал едва ли не «самой безопасной гаванью на всём побережье от Керчи до Синопа». В результате русско-турецкой войны (1877—1878) Батум должен был отойти России. Установление в нём режима порто-франко различные исследователи объясняют стремлением европейских держав не допустить усиления России на Чёрном море.

### Берлинский конгресс 1878 года
Уже в ходе русско-турецкой войны 1877—1878 годов противоречия между Россией и рядом европейских стран достигли критического уровня. В мае 1878 г. российский посол в Лондоне (П. А. Шувалов) и британский министр иностранных дел (маркиз Солсбери) подписали «меморандумы о достигнутой договоренности», которые, в числе прочего, предусматривали сохранение Батума за Россией.
Летом 1878 г. в Берлине состоялся международный конгресс, на котором, по требованию европейских держав, были пересмотрены условия Сан-Стефанского мирного договора (согласно ему, русские приобретали в Закавказье Батум и ряд других территорий). В итоге Петербург вынужден был согласиться на компромиссный вариант: Турция уступала Батум России, однако последняя обязалась объявить его порто-франко:

Е. И. В. Император Всероссийский заявляет, что его намерение — превратить Батум в свободный порт, открытый, главным образом, для торговли.
Оригинальный текст (фр.)S. M. l'Empereur de Russie déclare que son intention est d'ériger Batoum en port franc, essentiellement commercial
— Ст. 59 Берлинского трактата // Ян Верзайл. Международное право в исторической перспективе (том III) (пер. с фр. и с англ.)
Примечательно, что на конгрессе представители Британии, словно «забыв» о майской договорённости, наотрез отказались включать Батум в состав России. Шувалову не удалось переубедить Солсбери, так что в конфликт «пришлось вмешаться» российскому министру иностранных дел, А. М. Горчакову. Позднее Александр Михайлович отзывался о событиях тех дней, как о «самой черной странице» в его биографии.

### Порто-франко в 1878—1886 гг.
25 августа, согласно договоренности с турецкой администрацией, русские войска заняли Батум.
В то время город представлял собой «деревушку, в которой было до трех тысяч жителей. Лучшие дома были деревянные, крытые черепицей»; располагались они в хаотичном порядке. Вместо улиц город пересекали «узкие коридоры», где не могли разъехаться даже два экипажа. Батум «казался вымершим, и только единственно набережная была оживлена, так как на ней помещались… кофейни и рестораны». Некоторые магазины были закрыты, «так как хозяева их — турки ушли, оставив дома свои с выбитыми стеклами и сорванными дверями». После войны в городе какое-то время ощущалась нехватка продовольствия, так что хлеб завозили из Одессы.
Герретсон в своей «Истории Royal Dutch» описывает Батум при османах как небольшое мусульманское селение, «окруженное болотами узкой полосы побережья». По свидетельству Дж. Брайса, посетившего порт за год до его передачи России, то был опустевший «сонный городок на Чёрном море…», расположенный в болотистой местности с нездоровым климатом. Тем не менее, будущий виконт и посол Великобритании в США предрекал Батуму стремительное развитие в случае, если бы городом овладели русские.

#### Военное и гражданское управление
Уже 1 сентября 1878 года, после занятия вновь приобретённых территорий русскими войсками, военное положение было снято «со всех частей Кавказа и Черноморского побережья». В том же месяце было принято решение о создании особого Батумского округа под управлением военного губернатора. Округ вошёл в состав новообразованной Батумской области, вместе с двумя другими округами (Аджарским и Артвинским) и портовым городом Батумом. Последний исключался из общей системы военного управления краем.
Режим порто-франко действовал только на территории порта и самого города Батума. У побережья находилась главная складская таможня, взимавшая сборы по провозу и вывозу товаров и осуществлявшая надзор за гаванью вне линии порто-франко. За пределами Батума были созданы таможенные заставы Чорохская и Озургетская и пост Кахаберский. Из-за увеличения грузо- и пассажиропотоков по реке Чороха, близ её устья была открыта застава Усть-Чорохская.
Штат батумской таможни был учрежден по образцу штата тифлисской складской таможни и включал в себя должности «переводчика европейских языков, корабельного смотрителя и его помощника».
Несмотря на статус «вольной гавани», в порту сохраняли силу все карантинные постановления, необходимые для предотвращения эпидемий. Ещё в 1878 году в городе был образован Батумский военный госпиталь.
В Батуме действовал областной меджлис (иначе — народный суд); иностранцы не подпадали под его юрисдикцию. Наряду с меджлисом, в городе имелся и мировой судья.
Батум являлся центром одноимённой области до 1883 года, когда она стала частью Кутаисской губернии.

#### Экономический подъём. Развитие нефтяного экспорта, морского и железнодорожного транспорта
По некоторым данным, проникновение российского капитала в Аджарию происходило «ещё при турецком господстве» в регионе. Однако лишь после вхождения Батума в состав России экономическое развитие края заметно ускорилось, во многом благодаря возможности беспошлинной торговли в городе и порте.
По словам Герретсона, «новый промышленный центр рос в условиях лихорадочного бума». А. Х. Абашидзе приводит следующую статистику: за шесть неполных лет существования режима «порто-франко» (1878—1884) в городе «было построено 305 жилых домов, открылись 4 табачные фабрики, 8 гостиниц, 4 кондитерские, 27 пекарен… 49 прачечных, 15 галантерей, 12 обувных фабрик».
Ускоренными темпами развивалась и портовая инфраструктура, что превращало Батум в важнейший порт Закавказья. Так, за один лишь 1882 год величина экспорта товаров достигла 6,5 млн французских франков, тогда как размер импорта составил около 1,1 млн франков, соответственно.